# Utilizzatori del Boeing 787

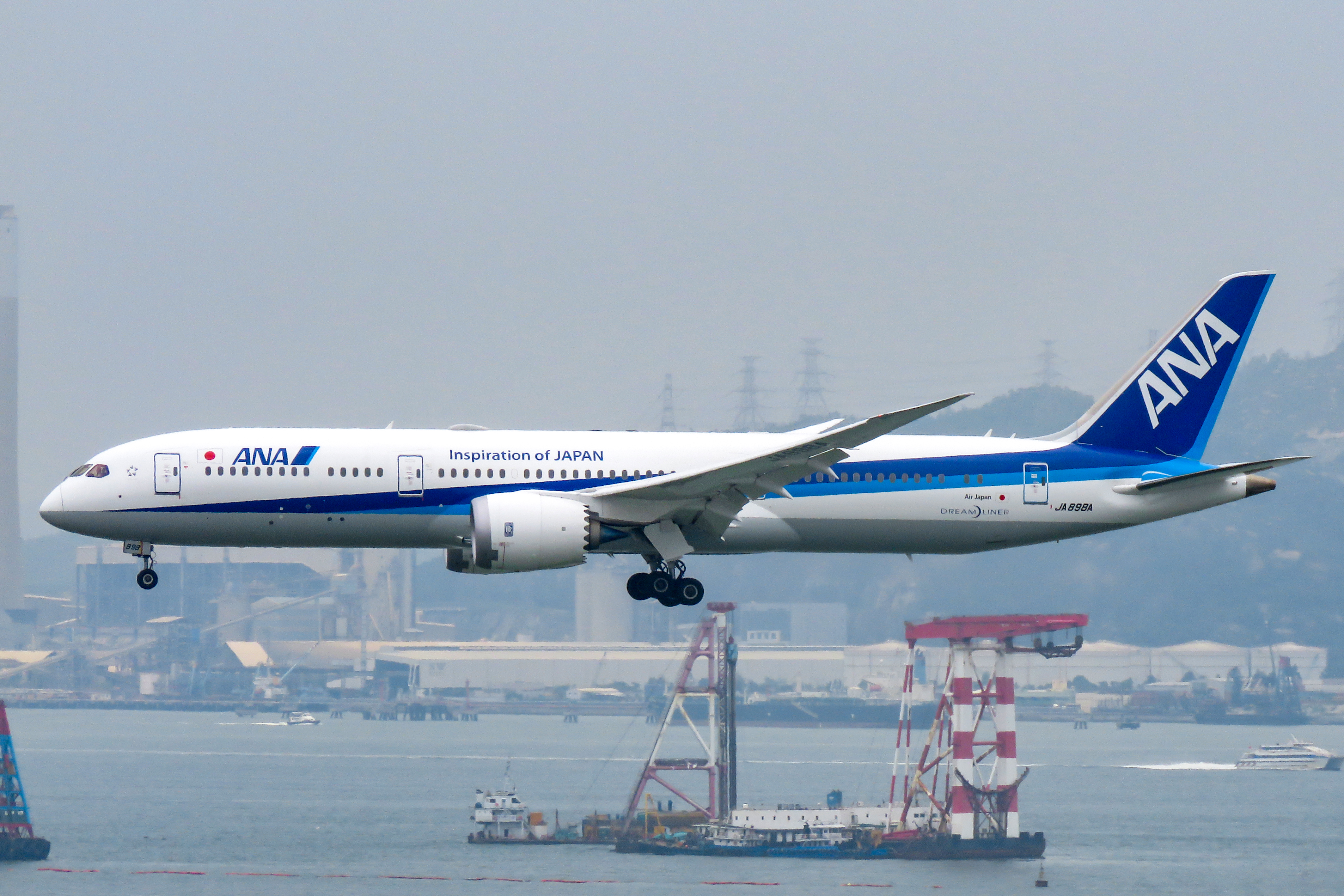
Un Boeing 787 di All Nippon Airways, l'utilizzatore principale di questo tipo di aereo.

Il Boeing 787 Dreamliner è un aeroplano bimotore turboventola a fusoliera larga (wide-body) utilizzato come aereo di linea per voli a medio e lungo raggio, sviluppato dall'azienda statunitense Boeing.
La designazione iniziale del velivolo era 7E7, prima della sua ridenominazione, avvenuta nel gennaio 2005. Il primo Boeing 787 Dreamliner è stato presentato durante una cerimonia di roll out l'8 luglio 2007 (la data indicata come 7/8/7 secondo la scrittura americana) presso lo stabilimento della Boeing di Everett. Lo sviluppo e la produzione del Boeing 787 Dreamliner ha comportato una collaborazione su larga scala con numerosi fornitori in tutto il mondo. L'assemblaggio finale avviene presso lo stabilimento di Everett, nello Stato di Washington e presso lo stabilimento di North Charleston, nella Carolina del Sud. Originariamente programmato per entrare in servizio nel maggio 2008, il progetto è andato incontro a molteplici ritardi. Il volo inaugurale ha avuto luogo il 15 dicembre 2009 e i test di volo sono stati completati a metà del 2011.
Il certificato di omologazione da parte della statunitense Federal Aviation Administration (FAA) e dell'Agenzia europea per la sicurezza aerea (EASA) è stato ricevuto nel mese di agosto 2011 e il primo Boeing 787-8 Dreamliner è stato consegnato nel settembre 2011. È entrato in servizio commerciale il 26 ottobre 2011 con la compagnia aerea di lancio All Nippon Airways. La variante allungata di 6,31 metri, il Boeing 787-9 Dreamliner, ha volato per la prima volta nel settembre 2013.
Il velivolo ha sofferto di diversi problemi durante il servizio, in particolare alcuni incendi a bordo relativi alle batterie agli ioni di litio. Questi sistemi sono stati esaminati sia dalla FAA che dall'agenzia dell'aviazione giapponese. La FAA ha emesso una direttiva che ha costretto a terra tutti i Boeing 787 Dreamliner negli Stati Uniti e le altre autorità dell'aviazione civile hanno seguito l'esempio. Dopo che la Boeing ha effettuato test completi sulle batterie e ne ha rivisto la progettazione, la FAA ha tolto i divieti nell'aprile 2013 e il Boeing 787 Dreamliner è tornato al servizio passeggeri nello stesso mese.

## Ordini e consegne
Legenda tabella:
- ORD: Ordini.
- CON: Consegne.
- OPE: Esemplari operativi.

Note:
- dati aggiornati al gennaio 2024[1][2][3];
- il numero degli esemplari operativi è da considerarsi una stima più o meno accurata;
- alcuni utilizzatori hanno più aerei operativi che ordinati. Ciò è dovuto al fatto che le compagnie hanno comprato velivoli di seconda mano o hanno effettuato leasing, e questi non risultano come ufficiali nel conteggio degli ordini.

| Compagnia                      | Compagnia                                | 787-8 | 787-8 | 787-8 | 787-9 | 787-9 | 787-9 | 787-10 | 787-10 | 787-10 | TOTALE | TOTALE | TOTALE |
| Stato                          | Nome                                     | ORD   | CON   | OPE   | ORD   | CON   | OPE   | ORD    | CON    | OPE    | ORD    | CON    | OPE    |
| ------------------------------ | ---------------------------------------- | ----- | ----- | ----- | ----- | ----- | ----- | ------ | ------ | ------ | ------ | ------ | ------ |
|                                | Aerei privati                            | 7     | 6     | 1     | 4     | 4     |       |        |        |        | 11     | 10     | 1      |
| Irlanda (bandiera)             | AerCap                                   |       |       |       | 35    | 17    |       |        |        |        | 35     | 17     |        |
| Messico (bandiera)             | Aeromexico                               | 2     | 2     | 8     | 6     | 6     | 12    |        |        |        | 8      | 8      | 20     |
| Kazakistan (bandiera)          | Air Astana                               | 3     |       |       |       |       |       |        |        |        | 3      |        |        |
| Francia (bandiera)             | Air Austral                              | 2     | 2     | 2     |       |       |       |        |        |        | 2      | 2      | 2      |
| Canada (bandiera)              | Air Canada                               | 8     | 8     | 8     | 31    | 30    | 30    | 18     |        |        | 57     | 38     | 38     |
| Cina (bandiera)                | Air China                                |       |       |       | 14    | 14    | 14    |        |        |        | 14     | 14     | 14     |
| Spagna (bandiera)              | Air Europa                               | 8     | 8     | 11    | 4     | 2     | 15    |        |        |        | 12     | 10     | 26     |
| Francia (bandiera)             | Air France-KLM                           |       |       |       | 11    | 11    |       | 15     | 10     |        | 26     | 21     |        |
| Francia (bandiera)             | Air France                               |       |       |       |       |       | 10    |        |        |        |        |        | 10     |
| Giappone (bandiera)            | AirJapan                                 |       |       | 1     |       |       |       |        |        |        |        |        | 1      |
| India (bandiera)               | Air India                                | 27    | 27    | 27    | 20    |       |       |        |        |        | 47     | 27     | 27     |
| Stati Uniti (bandiera)         | Air Lease Corporation                    |       |       |       | 32    | 26    |       | 22     | 6      |        | 54     | 32     |        |
| Nuova Zelanda (bandiera)       | Air New Zealand                          |       |       |       | 14    | 12    | 14    | 6      |        |        | 20     | 12     | 14     |
| Papua Nuova Guinea (bandiera)  | Air Niugini                              | 2     |       |       |       |       |       |        |        |        | 2      |        |        |
| Corea del Sud (bandiera)       | Air Premia                               |       |       |       |       |       | 5     |        |        |        |        |        | 5      |
| Polinesia francese (bandiera)  | Air Tahiti Nui                           |       |       |       | 2     | 2     | 4     |        |        |        | 2      | 2      | 4      |
| Tanzania (bandiera)            | Air Tanzania                             | 2     | 2     | 2     |       |       |       |        |        |        | 2      | 2      | 2      |
| Giappone (bandiera)            | All Nippon Airways                       | 36    | 36    | 35    | 46    | 40    | 42    | 14     | 3      | 3      | 96     | 79     | 80     |
| Stati Uniti (bandiera)         | American Airlines                        | 37    | 37    | 37    | 47    | 22    | 22    |        |        |        | 84     | 59     | 59     |
| Nigeria (bandiera)             | Arik Air                                 |       |       |       | 9     |       |       |        |        |        | 9      |        |        |
| Giappone (bandiera)            | Atlantis Aviation                        |       |       |       | 2     | 2     |       |        |        |        | 2      | 2      |        |
| Colombia (bandiera)            | Avianca                                  | 13    | 13    | 14    | 1     | 1     |       |        |        |        | 14     | 14     | 14     |
| Stati Uniti (bandiera)         | Aviation Capital Group                   |       |       |       | 5     | 5     |       |        |        |        | 5      | 5      |        |
| Irlanda (bandiera)             | Avolon                                   |       |       |       | 4     | 2     |       |        |        |        | 4      | 2      |        |
| Azerbaigian (bandiera)         | AZAL Azerbaijan Airlines                 | 10    | 2     | 2     |       |       |       |        |        |        | 10     | 2      | 2      |
| Vietnam (bandiera)             | Bamboo Airways                           |       |       |       | 10    |       |       |        |        |        | 10     |        |        |
| Cina (bandiera)                | Bank of Communications Leasing           |       |       |       | 2     | 2     |       |        |        |        | 2      | 2      |        |
| Bangladesh (bandiera)          | Biman Bangladesh Airlines                | 4     | 4     | 4     | 2     | 2     | 2     |        |        |        | 6      | 6      | 6      |
| Singapore (bandiera)           | BOC Aviation                             |       |       |       | 10    | 10    |       |        |        |        | 10     | 10     |        |
| Stati Uniti (bandiera)         | Boeing                                   |       |       | 1     |       |       |       |        |        |        |        |        | 1      |
| Stati Uniti (bandiera)         | Boeing Capital                           |       |       |       | 8     |       |       |        |        |        | 8      |        |        |
| Regno Unito (bandiera)         | British Airways                          | 12    | 12    | 12    | 18    | 18    | 18    | 18     | 7      | 7      | 48     | 37     | 37     |
| Brunei (bandiera)              | Brunei Government                        |       |       | 1     |       |       |       |        |        |        |        |        | 1      |
| Malaysia (bandiera)            | CALC Aircraft Assets                     |       |       |       | 2     | 2     |       |        |        |        | 2      | 2      |        |
| Taiwan (bandiera)              | China Airlines                           |       |       |       | 18    |       |       | 6      |        |        | 24     |        |        |
| Cina (bandiera)                | China Eastern Airlines                   |       |       |       | 10    | 10    | 3     |        |        |        | 10     | 10     | 3      |
| Cina (bandiera)                | China Southern Airlines                  | 10    | 10    | 10    | 9     | 9     | 17    |        |        |        | 19     | 19     | 27     |
| Stati Uniti (bandiera)         | CIT Aerospace                            | 4     | 4     |       | 12    | 12    |       |        |        |        | 16     | 16     |        |
| Aruba (bandiera)               | Comlux Aruba                             |       |       | 1     |       |       |       |        |        |        |        |        | 1      |
| Egitto (bandiera)              | EgyptAir                                 |       |       |       |       |       | 7     |        |        |        |        |        | 7      |
| Israele (bandiera)             | El Al                                    | 4     | 4     | 4     | 5     | 4     | 12    |        |        |        | 9      | 8      | 16     |
| Emirati Arabi Uniti (bandiera) | Emirates                                 | 15    |       |       |       |       |       | 15     |        |        | 30     |        |        |
| Etiopia (bandiera)             | Ethiopian Airlines                       | 16    | 16    | 19    | 11    |       | 10    |        |        |        | 27     | 16     | 29     |
| Emirati Arabi Uniti (bandiera) | Etihad Airways                           |       |       |       | 41    | 30    | 30    | 30     | 10     | 10     | 71     | 40     | 40     |
| Taiwan (bandiera)              | EVA Air                                  |       |       |       | 9     |       | 4     | 11     | 9      | 11     | 20     | 9      | 15     |
| Stati Uniti (bandiera)         | GECAS                                    |       |       |       | 2     | 2     |       |        |        |        | 2      | 2      |        |
| Uzbekistan (bandiera)          | Government of the Republic of Uzbekistan |       |       | 1     |       |       |       |        |        |        |        |        | 1      |
| Iraq (bandiera)                | Governo dell'Iraq                        | 9     | 2     |       | 1     |       |       |        |        |        | 10     | 2      |        |
| Bahrein (bandiera)             | Gulf Air                                 |       |       |       | 12    | 10    | 10    |        |        |        | 12     | 10     | 10     |
| Cina (bandiera)                | Hainan Airlines                          | 10    | 10    | 10    | 24    | 24    | 28    |        |        |        | 34     | 34     | 38     |
| Stati Uniti (bandiera)         | Hawaiian Airlines                        |       |       |       | 9     |       |       |        |        |        | 9      |        |        |
| Stati Uniti (bandiera)         | ILFC                                     | 23    | 23    |       | 51    | 51    |       |        |        |        | 74     | 74     |        |
| Iraq (bandiera)                | Iraqi Airways                            |       |       | 1     |       |       |       |        |        |        |        |        | 1      |
| Giappone (bandiera)            | Japan Airlines                           | 31    | 31    | 23    | 22    | 22    | 22    |        |        |        | 53     | 53     | 45     |
| India (bandiera)               | Jet Airways                              |       |       |       | 10    |       |       |        |        |        | 10     |        |        |
| Australia (bandiera)           | Jetstar Airways                          |       |       | 11    |       |       |       |        |        |        |        |        | 11     |
| Cina (bandiera)                | Juneyao Air                              |       |       |       | 7     | 7     | 7     |        |        |        | 7      | 7      | 7      |
| Stati Uniti (bandiera)         | Kalair                                   |       |       |       |       |       | 1     |        |        |        |        |        | 1      |
| Kenya (bandiera)               | Kenya Airways                            | 9     | 9     | 9     |       |       |       |        |        |        | 9      | 9      | 9      |
| Paesi Bassi (bandiera)         | KLM                                      |       |       |       |       |       | 13    |        |        | 10     |        |        | 23     |
| Corea del Sud (bandiera)       | Korean Air                               | 1     | 1     | 1     | 20    | 12    | 12    | 10     |        |        | 31     | 13     | 13     |
| Brasile (bandiera)             | LATAM Airlines Brasil                    |       |       |       |       |       | 1     |        |        |        |        |        | 1      |
| Cile (bandiera)                | LATAM Airlines Chile                     | 10    | 10    | 10    | 12    | 12    | 25    |        |        |        | 22     | 22     | 35     |
| Polonia (bandiera)             | LOT - Polish Airlines                    | 8     | 8     | 8     |       |       | 7     |        |        |        | 8      | 8      | 15     |
| Germania (bandiera)            | Lufthansa                                |       |       |       | 39    | 5     | 5     |        |        |        | 39     | 5      | 5      |
| Israele (bandiera)             | MG Aviation                              |       |       |       | 4     | 4     |       |        |        |        | 4      | 4      |        |
| Mongolia (bandiera)            | MIAT Mongolian Airlines                  |       |       |       |       |       | 1     |        |        |        |        |        | 1      |
| Italia (bandiera)              | Neos                                     |       |       |       |       |       | 6     |        |        |        |        |        | 6      |
| Norvegia (bandiera)            | Norse Atlantic Airways                   |       |       |       |       |       | 4     |        |        |        |        |        | 4      |
| Regno Unito (bandiera)         | Norse Atlantic Airways UK                |       |       |       |       |       | 6     |        |        |        |        |        | 6      |
| Norvegia (bandiera)            | Norwegian Air Shuttle                    | 3     | 3     |       | 8     | 8     |       |        |        |        | 11     | 11     |        |
| Cina (bandiera)                | Okay Airways                             |       |       |       | 5     |       |       |        |        |        | 5      |        |        |
| Oman (bandiera)                | Oman Air                                 | 2     | 2     | 2     | 8     |       | 7     |        |        |        | 10     | 2      | 9      |
| Svizzera (bandiera)            | PrivatAir                                | 1     | 1     |       |       |       |       |        |        |        | 1      | 1      |        |
| Emirati Arabi Uniti (bandiera) | Presidential Flight                      |       |       | 1     |       |       | 3     |        |        |        |        |        | 4      |
| Australia (bandiera)           | Qantas                                   | 11    | 11    |       | 18    | 14    | 14    | 8      |        |        | 37     | 25     | 14     |
| Qatar (bandiera)               | Qatar Airways                            | 30    | 30    | 30    | 30    | 17    | 17    |        |        |        | 60     | 47     | 47     |
| Tagikistan (bandiera)          | Republic of Tajikistan                   |       |       | 1     |       |       |       |        |        |        |        |        | 1      |
| Tanzania (bandiera)            | Repubblica della Tanzania                | 1     |       |       |       |       |       |        |        |        | 1      |        |        |
| Arabia Saudita (bandiera)      | Riyadh Air                               |       |       |       | 39    |       |       |        |        |        | 39     |        |        |
| Marocco (bandiera)             | Royal Air Maroc                          | 5     | 5     | 5     | 6     | 4     | 4     |        |        |        | 11     | 9      | 9      |
| Brunei (bandiera)              | Royal Brunei Airlines                    | 5     | 5     | 5     |       |       |       |        |        |        | 5      | 5      | 5      |
| Giordania (bandiera)           | Royal Jordanian                          | 3     | 3     | 7     | 6     |       |       |        |        |        | 9      | 3      | 7      |
| Cina (bandiera)                | Ruili Airlines                           |       |       |       | 6     |       |       |        |        |        | 6      |        |        |
| Arabia Saudita (bandiera)      | Saudi Arabian Airlines                   |       |       |       | 26    | 8     | 13    | 29     | 8      | 8      | 55     | 16     | 21     |
| Arabia Saudita (bandiera)      | Saudi Arabian Government                 |       |       | 2     |       |       |       |        |        |        |        |        | 2      |
| Singapore (bandiera)           | Scoot                                    | 13    | 11    | 11    | 11    | 10    | 10    |        |        |        | 24     | 21     | 21     |
| Cina (bandiera)                | Shanghai Airlines                        |       |       |       |       |       | 7     |        |        |        |        |        | 7      |
| Singapore (bandiera)           | Singapore Airlines                       |       |       |       |       |       |       | 31     | 22     | 22     | 31     | 22     | 22     |
| Angola (bandiera)              | TAAG Angola Airlines                     |       |       |       | 2     |       |       | 2      |        |        | 4      |        |        |
| Thailandia (bandiera)          | Thai Airways International               |       |       | 6     |       |       | 2     |        |        |        |        |        | 8      |
| Regno Unito (bandiera)         | TUI Airways                              | 13    | 13    | 8     | 6     | 6     | 5     |        |        |        | 19     | 19     | 13     |
| Belgio (bandiera)              | TUI fly Belgium                          |       |       | 1     |       |       |       |        |        |        |        |        | 1      |
| Paesi Bassi (bandiera)         | TUI fly Netherlands                      |       |       | 4     |       |       |       |        |        |        |        |        | 4      |
| Svezia (bandiera)              | TUIfly Nordic                            |       |       |       |       |       | 1     |        |        |        |        |        | 1      |
| Turchia (bandiera)             | Turkish Airlines                         |       |       |       | 30    | 22    | 22    |        |        |        | 30     | 22     | 22     |
| Stati Uniti (bandiera)         | United Airlines                          | 12    | 12    | 12    | 188   | 38    | 38    | 21     | 21     | 21     | 221    | 71     | 71     |
| Uzbekistan (bandiera)          | Uzbekistan Airways                       | 7     | 7     | 6     |       |       |       |        |        |        | 7      | 7      | 6      |
| Vietnam (bandiera)             | Vietnam Airlines                         |       |       |       | 8     | 8     | 11    |        |        | 4      | 8      | 8      | 15     |
| Regno Unito (bandiera)         | Virgin Atlantic Airways                  |       |       |       | 17    | 17    | 17    |        |        |        | 17     | 17     | 17     |
| India (bandiera)               | Vistara                                  |       |       |       | 6     | 5     | 6     |        |        |        | 6      | 5      | 6      |
| Canada (bandiera)              | WestJet                                  |       |       |       | 7     | 7     | 7     |        |        |        | 7      | 7      | 7      |
| Cina (bandiera)                | Xiamen Airlines                          | 6     | 6     | 6     | 6     | 6     | 6     |        |        |        | 12     | 12     | 12     |
| Giappone (bandiera)            | ZIPAIR Tokyo                             |       |       | 8     |       |       |       |        |        |        |        |        | 8      |
|                                | Non dichiarato                           | 4     |       |       | 103   | 5     |       | 10     |        |        | 117    | 5      |        |
| TOTALE                         | TOTALE                                   | 439   | 396   | 389   | 1 203 | 619   | 609   | 266    | 96     | 96     | 1 908  | 1 111  | 1 094  |

## Timeline e grafico
|          |        | 2004 | 2005 | 2006 | 2007 | 2008 | 2009 | 2010 | 2011 | 2012 | 2013 | 2014 | 2015 | 2016 | 2017 | 2018 | 2019 | 2020 | 2021 | 2022 | 2023 | 2024 | Totale |
| -------- | ------ | ---- | ---- | ---- | ---- | ---- | ---- | ---- | ---- | ---- | ---- | ---- | ---- | ---- | ---- | ---- | ---- | ---- | ---- | ---- | ---- | ---- | ------ |
| Ordini   | Ordini | 52   | 178  | 99   | 236  | 58   | 20   | 24   | 45   | 36   | 165  | 35   | 79   | 80   | 77   | 124  | 108  | 26   | 21   | 139  | 313  | -7   | 1 908  |
| Consegne | 787-8  | –    | –    | –    | –    | –    | –    | –    | 3    | 46   | 65   | 104  | 71   | 35   | 26   | 10   | 10   | 5    | 2    | 9    | 10   | –    | 396    |
| Consegne | 787-9  | –    | –    | –    | –    | –    | –    | –    | –    | –    | –    | 10   | 64   | 102  | 110  | 120  | 114  | 36   | 12   | 10   | 40   | 1    | 619    |
| Consegne | 787-10 | –    | –    | –    | –    | –    | –    | –    | –    | –    | –    | –    | –    | –    | –    | 15   | 34   | 12   | –    | 12   | 23   | –    | 96     |
| Consegne | Totale | 0    | 0    | 0    | 0    | 0    | 0    | 0    | 3    | 46   | 65   | 114  | 135  | 137  | 136  | 145  | 158  | 53   | 14   | 31   | 73   | 1    | 1 111  |

     Ordini
     Consegne

## Configurazioni di bordo
Legenda tabella:
- F: prima classe.
- B: business class.
- E+: premium economy class.
- E: economy class.

| Compagnia aerea         | 787-8 | 787-8       | 787-8     | 787-8           | Totale posti    | 787-9 | 787-9    | 787-9    | 787-9       | Totale posti | 787-10 | 787-10 | 787-10 | 787-10 | Totale posti |
| Compagnia aerea         | F     | B           | E+        | E               | Totale posti    | F     | B        | E+       | E           | Totale posti | F      | B      | E+     | E      | Totale posti |
| ----------------------- | ----- | ----------- | --------- | --------------- | --------------- | ----- | -------- | -------- | ----------- | ------------ | ------ | ------ | ------ | ------ | ------------ |
| Aeromexico              | –     | 32          | 9         | 202             | 243             | –     | 36       | 27       | 211         | 274          | –      | –      | –      | –      | –            |
| Air Canada              | –     | 20          | 21        | 214             | 255             | –     | 30       | 21       | 247         | 298          | –      | –      | –      | –      | –            |
| Air Europa              | –     | 22          | –         | 276             | 298             | –     | 32       | –        | 303         | 335          | –      | –      | –      | –      | –            |
| Air France-KLM          | –     | –           | –         | –               | –               | – –   | 30 30    | 21 48    | 225 216     | 276 294      | –      | 38     | 36     | 270    | 344          |
| Air India               | –     | 18          | –         | 238             | 256             | –     | –        | –        | –           | –            | –      | –      | –      | –      | –            |
| All Nippon Airways      | – –   | 46 32 42 12 | 21 14 – – | 102 138 198 323 | 169 184 240 335 | – –   | 48 40 –  | 21 14 18 | 146 192 377 | 215 246 395  | –      | 38     | 21     | 235    | 294          |
| American Airlines       | –     | 20          | 76        | 138             | 234             | –     | 30       | 57       | 198         | 285          | –      | –      | –      | –      | –            |
| British Airways         | –     | 35          | 25        | 154             | 214             | 8     | 42       | 39       | 127         | 216          | 8      | 48     | 35     | 165    | 256          |
| China Southern Airlines | 4     | 24          | –         | 200             | 228             | –     | 28       | 28       | 241         | 297          | –      | –      | –      | –      | –            |
| El Al                   | –     | 20          | 35        | 183             | 238             | –     | 32       | 28       | 222         | 282          | –      | –      | –      | –      | –            |
| Ethiopian Airlines      | –     | 24          | –         | 246             | 270             | –     | –        | –        | –           | –            | –      | –      | –      | –      | –            |
| Etihad Airways          | –     | –           | –         | –               | –               | 8 –   | 28 28    | – –      | 195 271     | 231 299      | –      | 32     | –      | 267    | 299          |
| Hainan Airlines         | –     | 36          | –         | 177             | 213             | –     | 30       | –        | 258         | 288          | –      | –      | –      | –      | –            |
| Japan Airlines          | – –   | 38 42 30    | 35 – –    | 88 144 176      | 161 186 206     | – –   | 44 52 28 | 35 21    | 116 190     | 195 203 239  | –      | –      | –      | –      | –            |
| LATAM Airlines Group    | –     | 30          | –         | 217             | 247             | –     | 30       | 54       | 220         | 304          | –      | –      | –      | –      | –            |
| LOT Polish Airlines     | –     | 18          | 21        | 213             | 252             | –     | 24       | 21       | 249         | 294          | –      | –      | –      | –      | –            |
| Norwegian Air Shuttle   | –     | –           | –         | –               | –               | –     | 35       | –        | 309         | 344          | –      | –      | –      | –      | –            |
| Qatar Airways           | –     | 22          | –         | 232             | 254             | –     | –        | –        | –           | –            | –      | –      | –      | –      | –            |
| Saudi Arabian Airlines  | –     | –           | –         | –               | –               | –     | 24       | –        | 274         | 298          | –      | 24     | –      | 333    | 357          |
| Singapore Airlines      | –     | –           | –         | –               | –               | –     | –        | –        | –           | –            | –      | 36     | –      | 301    | 337          |
| Scoot Tigerair          | –     | 21          | 33        | 281             | 335             | –     | 35       | 45       | 295         | 375          | –      | –      | –      | –      | –            |
| TUI Travel              | –     | –           | 47        | 241             | 288             | –     | –        | 63       | 282         | 345          | –      | –      | –      | –      | –            |
| United Airlines         | – –   | 36 28       | 70 57     | 113 158         | 219 243         | – –   | 48 48    | 88 60    | 116 149     | 252 257      | –      | 44     | 75     | 199    | 318          |
| Virgin Atlantic Airways | –     | –           | –         | –               | –               | 31    | –        | 35       | 192         | 258          | –      | –      | –      | –      | –            |